# Sphaeroma triste
Sphaeroma triste är en kräftdjursart som beskrevs av Heller 1865. Sphaeroma triste ingår i släktet Sphaeroma och familjen klotkräftor. Inga underarter finns listade i Catalogue of Life.